# Башка (район Кошице-Околье)
Башка (словац. Baška) — село в округе Кошице-Околье Кошицкого края Словакии. Площадь села — 4,5 км². По состоянию на 31 декабря 2016 года в селе проживал 601 житель. Первые упоминания о селе датируются 1241 годом.

## Население
| Год:                | 1994 | 2004     | 2014     | 2024     |
| ------------------- | ---- | -------- | -------- | -------- |
| Количество человек: | 270  | 326      | 561      | 797      |
| Разница:            |      | +20,74 % | +72,08 % | +42,06 % |